# Phaeosphaeria nodorum
Espèce
Phaeosphaeria nodorum est une espèce de champignons ascomycètes de la famille des Phaeosphaeriaceae. Ce microchampignon phytopathogène est responsable de la septoriose du blé et de la fonte des semis. Parastagonospora nodorum est une espèce très proche.

## Symptômes

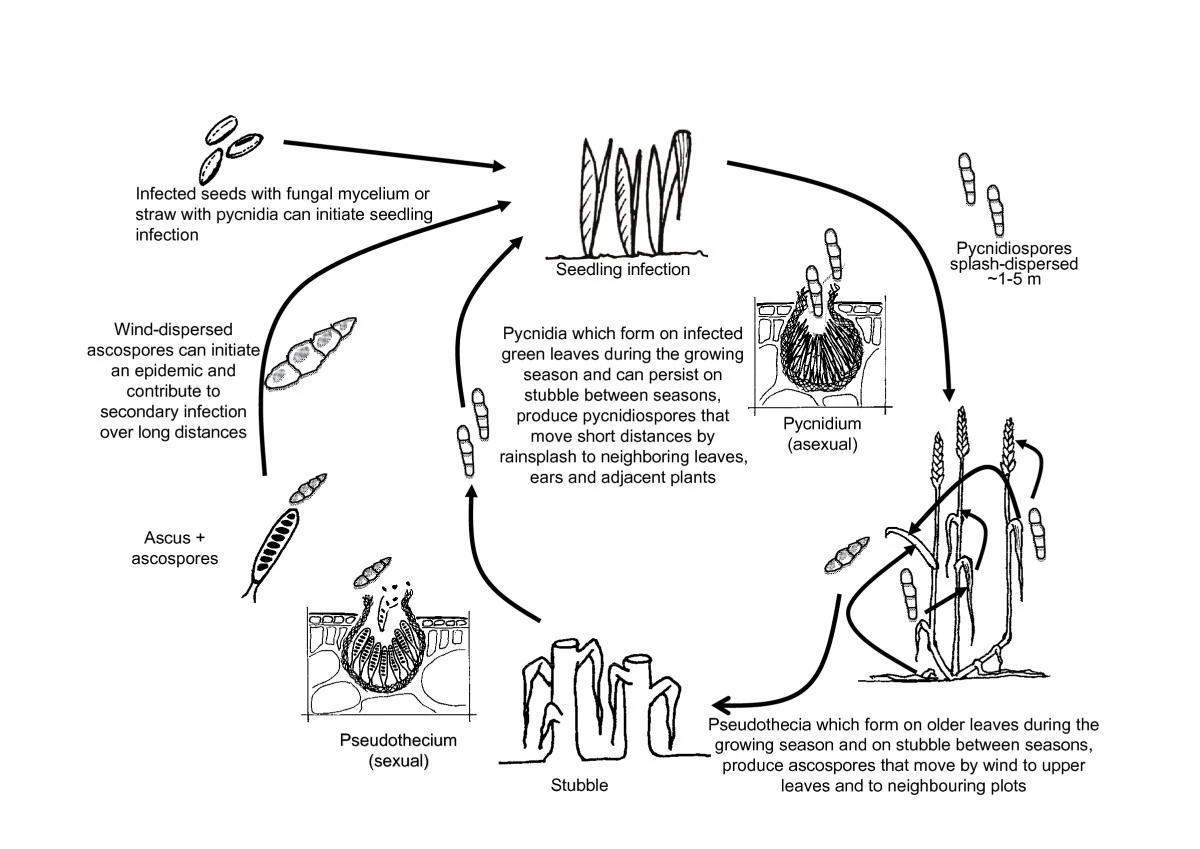
Cycle de vie de Phaeosphaeria nodorum.

### Feuilles
Le champignon forme des taches losangiques sur lesquelles apparaissent des pycnides brunes. En périodes humides les pycnides émettent des cirrhes roses remplis de conidies. La pluie en projetant des fragments de cirrhe propage la maladie des feuilles basses vers les feuilles hautes. Des taches jaunâtres se forment également sur la gaine. Des symptômes peuvent également apparaitre sur nœud (d'où le nom nodorum). Ceux-ci sont alors striés, déprimés et cassants.

### Épis
On voit des taches violettes sur la partie supérieures des glumes et des glumelles.

### Semences
Les grains sont tachés et déprimés. La semence peut transmettre la maladie à la plantule qui présente des taches sur racines et cotylédons et finit par dépérir.

## Taxinomie
Le nom correct complet (avec auteur) de ce taxon est Phaeosphaeria nodorum (E.Müll.) Hedjar..
L'espèce a été initialement classée dans le genre Leptosphaeria sous le basionyme Leptosphaeria nodorum E.Müll..

### Synonymes
Synonymes selon Index Fungorum (22 janvier 2025) :
- Leptosphaeria nodorum E. Müll., 1952 (anamorphe : Stagonospora nodorum),
- Phoma hennebergii Lopr., 1893
- Rhabdospora glumarum (Pass.) Kuntze, 1898
- Septoria glumarum Pass., 1879

### Noms français
La maladie causée par cette espèce porte en français les noms vernaculaires, vulgarisés ou normalisés suivants : fonte des semis du blé, septoriose des épis, septoriose du blé, tache des glumes de l'orge, tache des glumes du blé.